# Sphaeropsocidae
Sphaeropsocidae es una familia de Psocodea del suborden Troctomorpha. Los miembros de esta familia poseen alas coriáceas pequeñas. La familia comprende 22 especies descriptas (cuatro de ellas fósiles) organizadas en ocho géneros.

## Descripción
Las horquillas de su parte posterior si existen son duras y abovedadas, lo que hace que los insectos sean en su exterior similares a los escarabajos pequeños. Las antenas generalmente poseen 15 segmentos, las articulaciones más internas poseen patrón de anillo. En la cabeza, los ojos facetados están formados por apenas 3 a 10 facetas en cada ojo, y no poseen ojos puntiagudos. En las patas, las caderas (coxas) están juntas, las patas tienen tres articulaciones. Las horquillas son cortas, duras y abovedadas con una superficie granulada, también  pueden ser muy pequeñas. No poseen alas traseras.